# Germaria hermonensis
Germaria hermonensis là một loài ruồi trong họ Tachinidae.